# Слобідка-Олексинецька
Слобідка-Олексинецька — село в Україні,  у Городоцькій міській територіальній громаді Хмельницького району Хмельницької області. Населення становить 188 осіб.

## Історія
7 (20) листопада 1917 року, відповідно до Третього Універсалу Української Центральної Ради, увійшло до складу Української Народної Республіки.
12 червня 2020 року, відповідно до розпорядження Кабінету Міністрів України № 727-р «Про визначення адміністративних центрів та затвердження територій територіальних громад Хмельницької області», увійшло до складу Городоцької міської громади.
19 липня 2020 року, в результаті адміністративно-територіальної реформи та ліквідації Городоцького району, увійшло до складу новоутвореного Хмельницького району.

## Населення

### Мова
Розподіл населення за рідною мовою за даними перепису 2001 року:
| Мова       | Кількість | Відсоток |
| ---------- | --------- | -------- |
| українська | 184       | 97.87%   |
| російська  | 4         | 2.13%    |
| Усього     | 188       | 100%     |

## Визначні особистості
- Рудь Анатолій Володимирович (* 1946) — доктор наук, професор. Заслужений працівник освіти України[5].

## Галерея

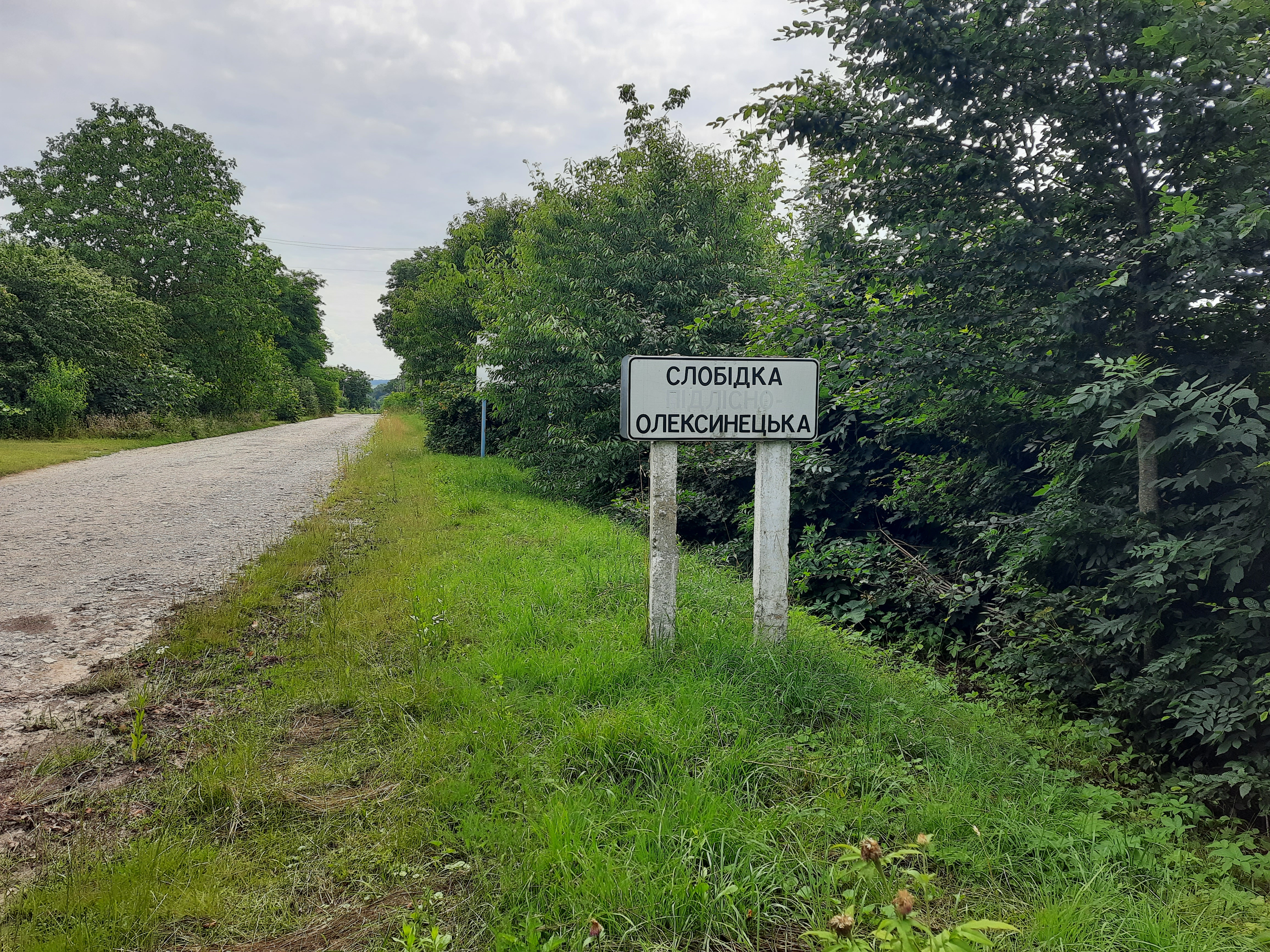
Дорожній знак при в'їзді в село
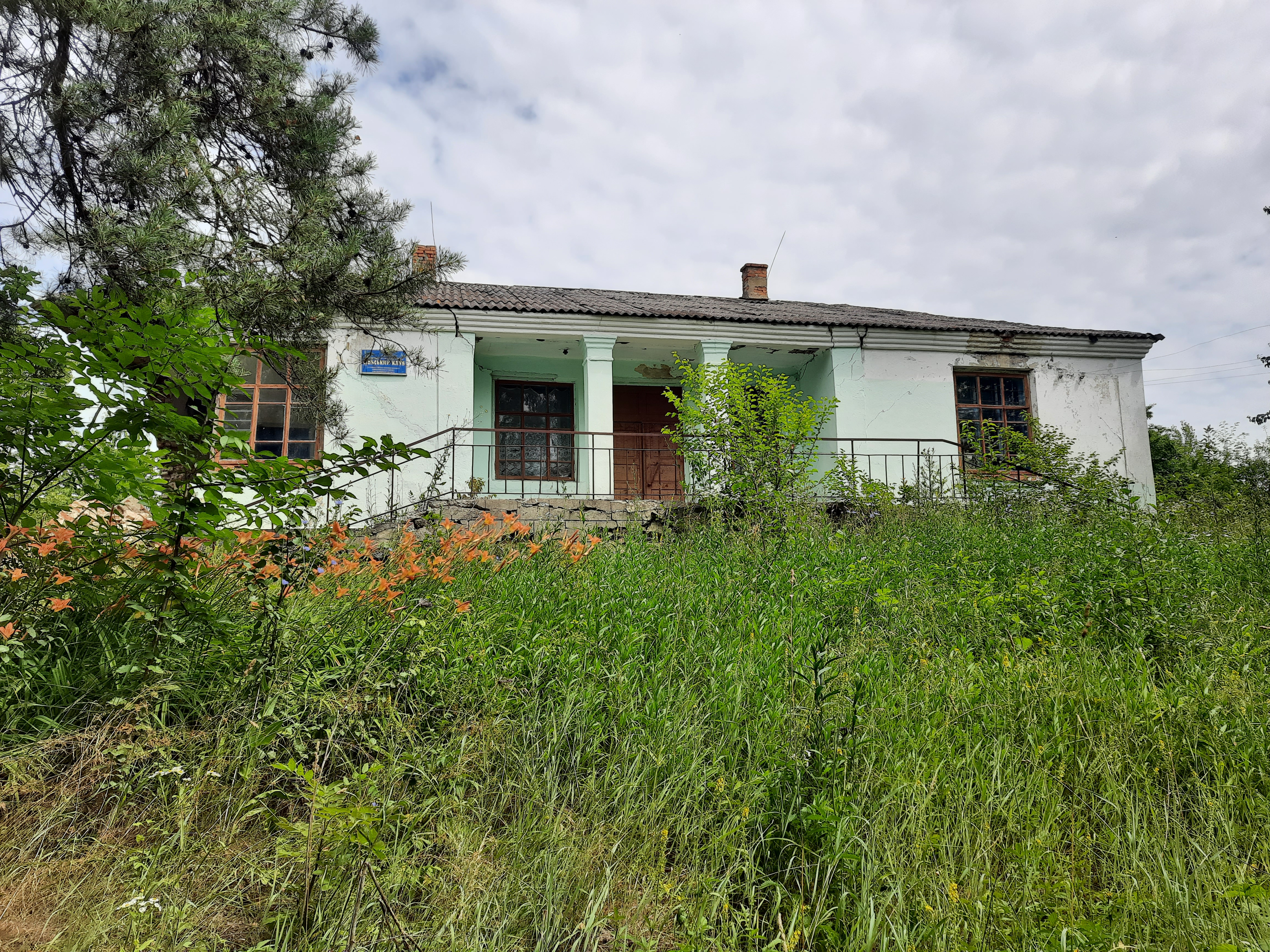
Клуб
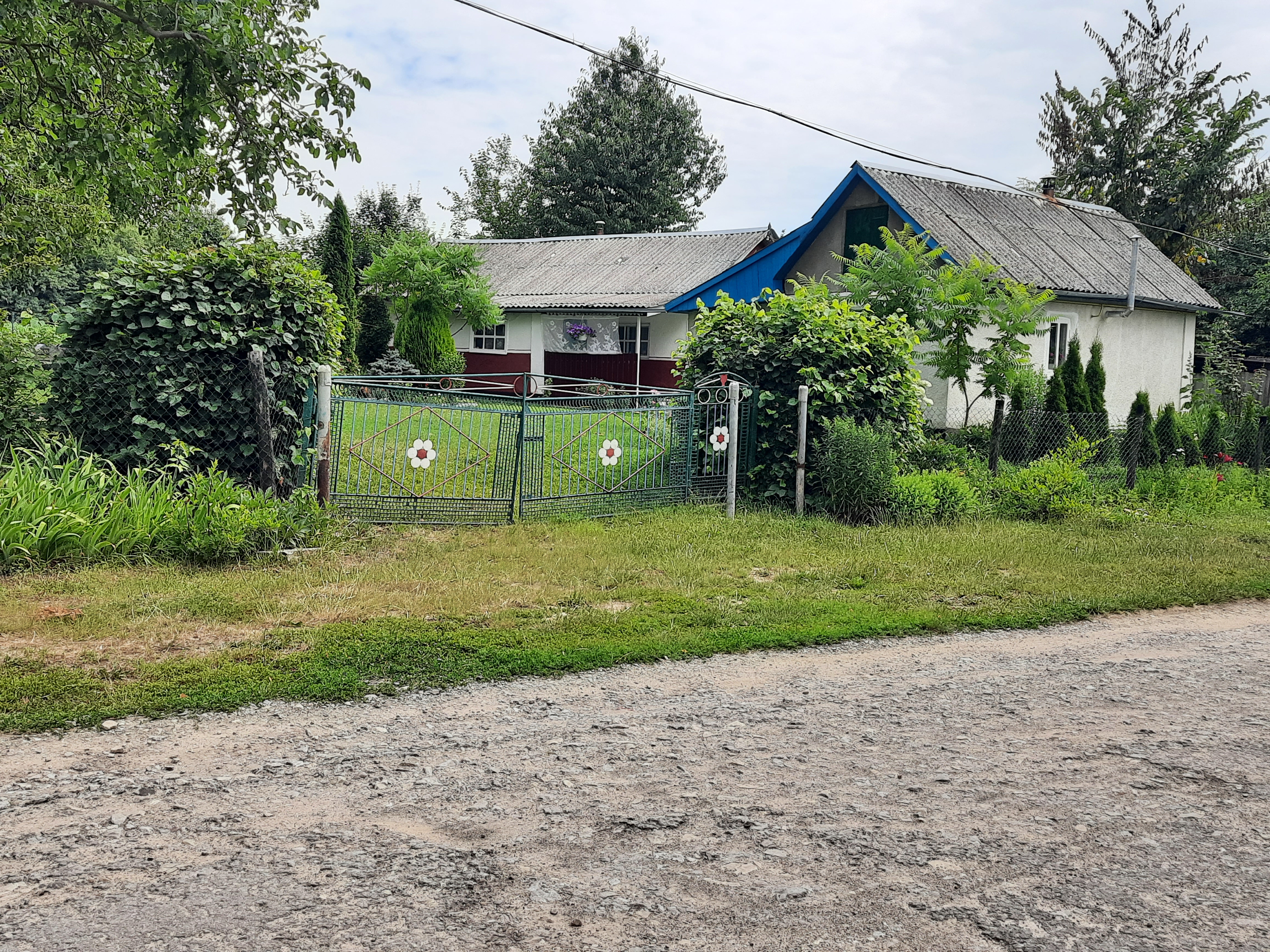
Сільська оселя
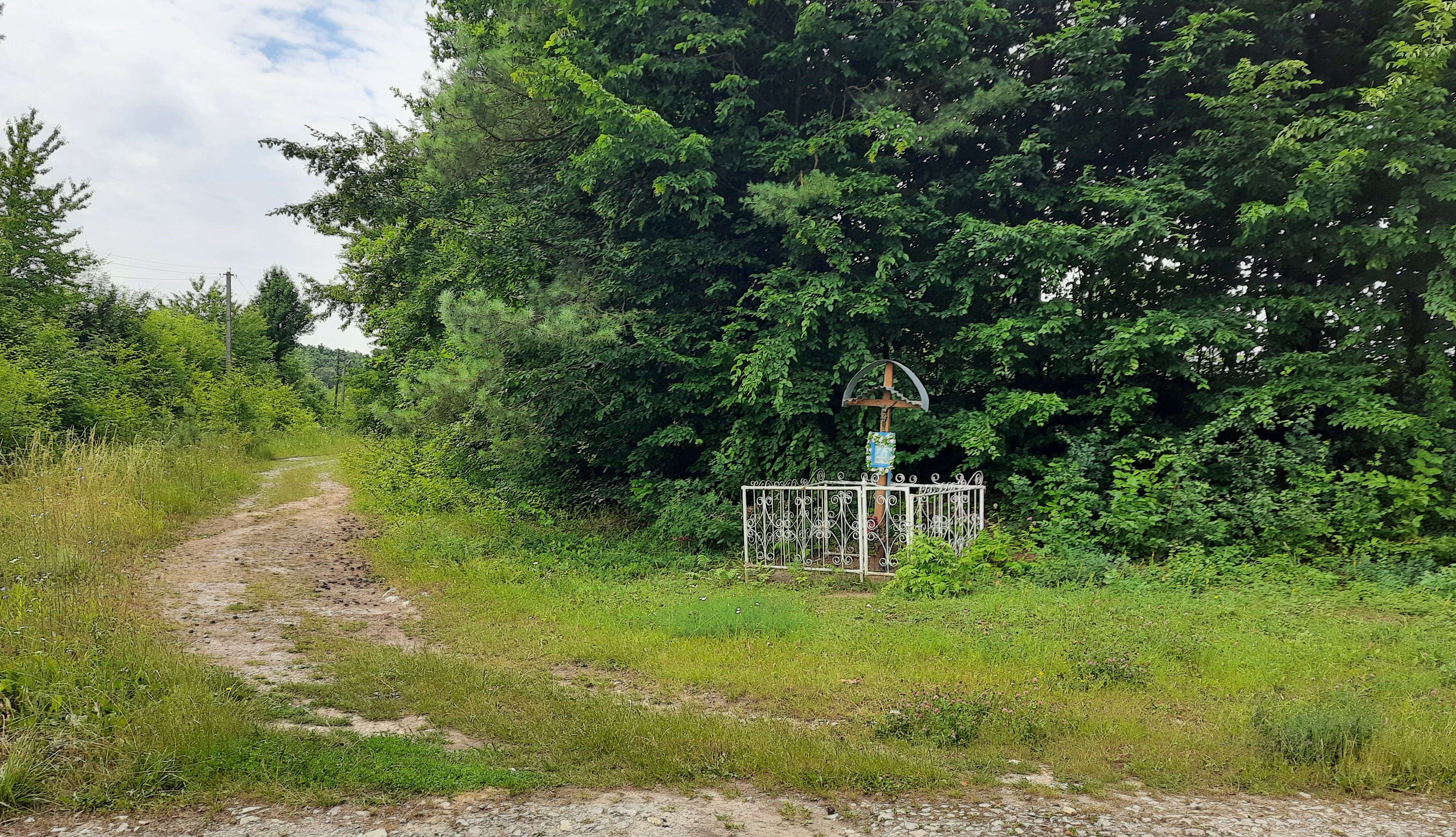
Пам'ятний хрест
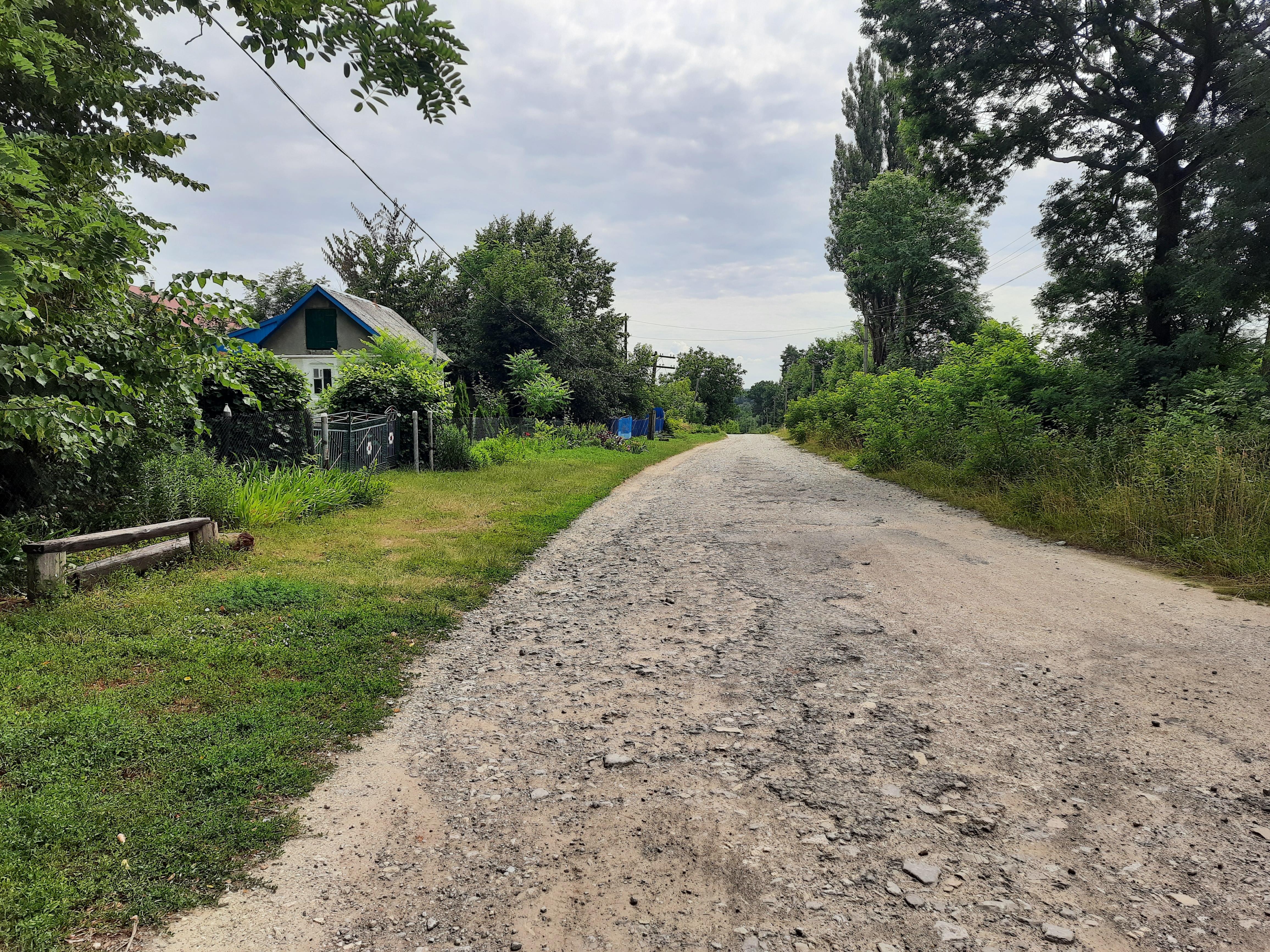
Центральна вулиця
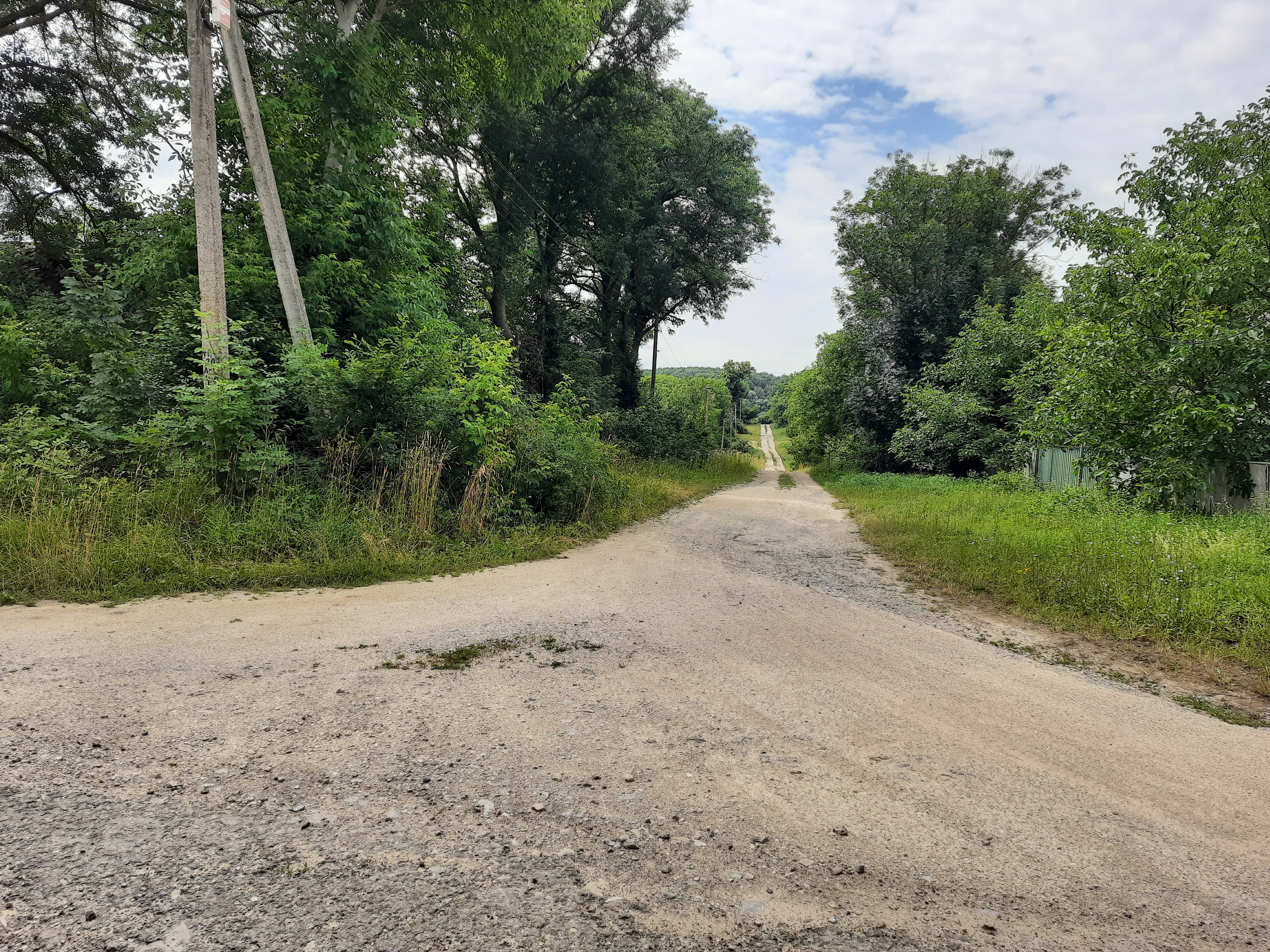
Сільська вулиця
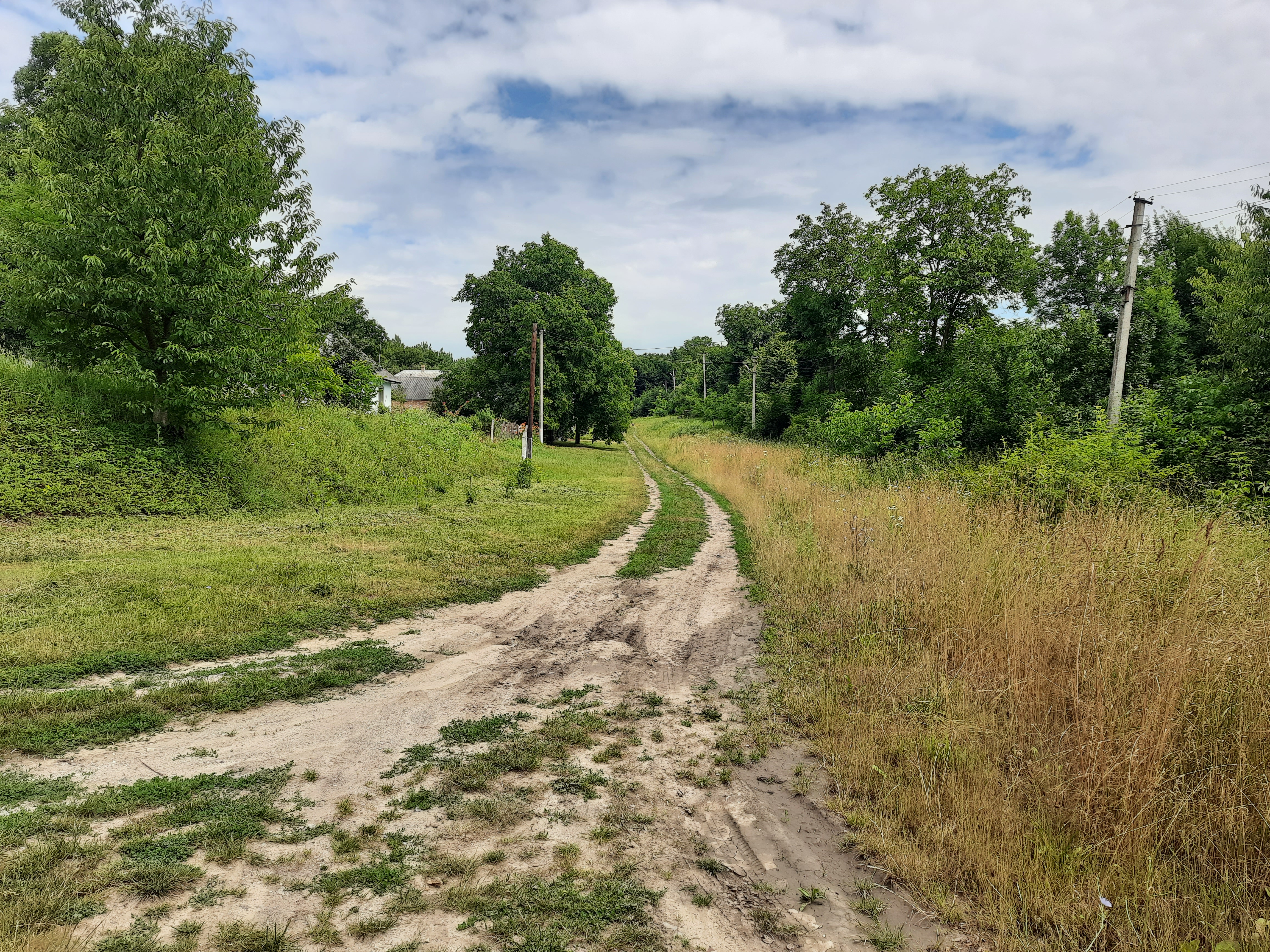
Сільський пейзаж